# Irene Papas
Irini Leleku, més coneguda com a Iríni Papà (grec: Ειρήνη Παππά) i a l'estranger com a Irene Papas (Chiliomodi, Corint, 3 de setembre de 1926 - 14 de setembre de 2022), va ser una cantant, actriu de cinema i de teatre grega. Va interpretar més de setanta papers al llarg de més de cinquanta anys de carrera. Va ser una de les grans tràgiques gregues del segle xx posterior a Katina Paxinou.
Contemporània de Melina Merkuri, va saltar a la fama internacional amb Els canons de Navarone, Zorba the Greek i Z, de Costa-Gavras. Com a cantant, va posar veu en alguns àlbums de Vangelis (Odes, l'any 1979, Rapsodies, el 1986), i a la peça «∞» de l'àlbum 666, d'Aphrodite's Child. També va interpretar Mikis Theodorakis a Songs of Théodorakis, el 1968.
L'any 2007 va guanyar el Premi Internacional Terenci Moix per la seva trajectòria en les arts escèniques.

## Biografia
Va néixer el 3 de setembre de 1926 a Chilimodion, Corint, Grècia. Va estudiar a l'Escola Nacional de Teatre Grec a Atenes i va passar a formar part de l'elenc del Teatre Nacional de Grècia, on va destacar com a tràgica a Les troianes d'Eurípides, Medea i Electra de Sòfocles. Va començar la carrera cinematogràfica al seu país, on va aconseguir la fama. Descoberta per Elia Kazan, el renom internacional va arribar-li després de les seves actuacions en produccions molt taquilleres, com Els canons de Navarone o Zorba the Greek, juntament amb Anthony Quinn, així com a Electra, el 1962. La llista d'heroïnes de tragèdies gregues que va interpretar segueix amb Antígona, Ifigènia, el 1977, i Les troianes, el 1971, al costat de Katharine Hepburn i Vanessa Redgrave. Va interpretar Clitemnestra, Penelope, Anticlea i Electra. I també els grans personatges de Federico García Lorca a Yerma i Bodas de sangre i Caterina d'Aragó a Anna dels mil dies.
L'any 2002 va ser nomenada Europe's woman (Dona Europea de l'any). Va ser amiga personal del primer ministre Andreas Papandreu i va tenir un romanç amb Marlon Brando. El director Federico Fellini era un gran admirador del seu treball. Va estar casada amb l'actor i director Alkis Papas entre 1943 i 1947.

## Filmografia

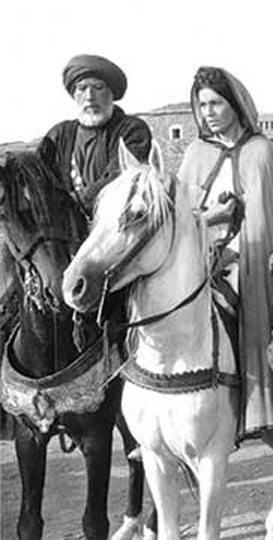
Irene Papas amb Anthony Quinn durant el rodatge de Mohammad, Messenger of God

- 1954: Teodora imperatrice di Bisanzio, de Riccardo Freda
- 1954: Àtila, home o dimoni (Attila, il flagello di Dio), de Pietro Francisci
- 1956: Tribute to a Bad Man, de Robert Wise
- 1961: Els canons de Navarone, de J. Lee Thompson
- 1962: Elektra, de Michael Cacoyannis[5]
- 1964: Zorba the Greek, de Michael Cacoyannis
- 1966: Roger la Honte, de Riccardo Freda
- 1968: L'Odissea (sèrie de televisió), de Franco Rossi
- 1969: Z, de Costa-Gavras
- 1969: Anna dels mil dies (Anne of a Thousand Days), de Charles Jarrott
- 1971: The Trojan Women, de Michael Cacoyannis
- 1972: Non si sevizia un paperino, de Lucio Fulci
- 1976: Mohammad, Messenger of God, de Moustapha Akkad
- 1977: Ifigéneia, de Michael Cacoyannis
- 1979: Cristo si è fermato a Eboli, de Francesco Rosi
- 1979: Bloodline, de Terence Young
- 1981: Lion of the Desert, de Moustapha Akkad
- 1982: Erendira, de Ruy Guerra
- 1984: The Assisi Underground, d'Alexander Ramati
- 1985: Into the Night, de John Landis
- 1986: Sweet Country
- 1987: Crònica d'una mort anunciada (Cronaca di una morte annunciata)
- 1989: Les Cavaliers aux yeux verts (sèrie TV), de Michel Wyn
- 1989: Le Banquet (Tv), de Marco Ferreri
- 1996: Party, de Manoel de Oliveira
- 1997: The Odyssey
- 2001: La mandolina del capità Corelli (Captain Corelli's Mandolin), de John Madden
- 2003: Um filme falado, de Manoel de Oliveira